# Taylors Falls
Taylors Falls é uma cidade localizada no estado americano de Minnesota, no Condado de Chisago.

## Demografia
Segundo o censo americano de 2000, a sua população era de 951 habitantes.
Em 2006, foi estimada uma população de 1025, um aumento de 74 (7.8%).

## Geografia
De acordo com o United States Census Bureau tem uma área de
10,4 km², dos quais 9,6 km² cobertos por terra e 0,8 km² cobertos por água.

## Localidades na vizinhança
O diagrama seguinte representa as localidades num raio de 12 km ao redor de Taylors Falls.